# خطوط ترانس آسيا الرحلة 235
رحلة خطوط ترانس آسيا الجوية 235 كانت رحلة جوية محلية تحطمت في نهر كيلونج في 4 فبراير 2015 وذلك بعد وقت قصير من إقلاعها من مطار تايبيه سونغشان، سقطت الطائرة على بعد 5.4 كم (3.4 ميل) غرب المطار. كانت طائرة الرحلة من طراز إيه تي آر 72-600، وهي عاملة منذ 10 أشهر، تقل 53 مسافرًا و5 من أفراد الطاقم من تايبيه إلى كيمن. نجى من حادثة التحطم 15 شخصًا.
بعد دقيقتين من الإقلاع أبلغ الطيارون عن انطفاء اللهب في إحدى محركي المروحة العنفية في الطائرة. صعدت الطائرة إلى ارتفاع أقصى هو 1,050 قدمًا (320 مترًا). وقبل الاصطدام بالنهر جنحت الطائرة يسارًا بحدة وقصت تاكسي كان يسير غربًا على جسر هواندونج، ثم قصت الجسر نفسه بجناحها الأيسر.
كانت رحلة خطوط ترانس آسيا الجوية 235 الرحلة الثانية القاتلة لشركة خطوط ترانس آسيا الجوية خلال عام، بعد الرحلة 222.
وفقًا لمجلس سلامة الطيران في تايوان توقف المحركان بعد 35 ثانية من رصد قائد الطائرة عطلًا في المحرك، وبعد ذلك بدقيقة واحدة انتهى تسجيل الصندوقين الأسودين.

## وصلات خارجية
- فيديو لحظة سقوط الطائرة واصطدامها بالأرض.
- ملفات من كومنز  - ويكيميديا كومنز